# Koekoeksdwerguil
De koekoeksdwerguil (Glaucidium cuculoides) is een vogel uit de familie van de uilen.

## Verspreiding en leefgebied
Deze soort komt voor van de Himalaya tot Zuidoost-Azië en telt acht ondersoorten:
- G. c. cuculoides: de westelijke en centrale Himalaya.
- G. c. austerum: noordoostelijk India, Bhutan en noordwestelijk Myanmar.
- G. c. rufescens: noordoostelijk India, Bangladesh, noordelijk Myanmar en zuidelijk Hunnan (zuidelijk China).
- G. c. whiteleyi: van zuidelijk China tot noordoostelijk Vietnam.
- G. c. persimile: Hainan (zuidelijk China).
- G. c. delacouri: noordoostelijk Laos, noordwestelijk en centraal Vietnam.
- G. c. deignani: zuidoostelijk Thailand, zuidelijk Vietnam en Cambodja.
- G. c. bruegeli: zuidoostelijk Myanmar, Thailand.

## Status
De grootte van de populatie is niet gekwantificeerd maar in een groot deel van het verspreidingsgebied wordt de soort als algemeen gemeld. Op de Rode lijst van de IUCN heeft deze soort de status niet bedreigd.